# سی/۲۰۱۶ آر۲
سی/۲۰۱۶ آر۲ (نام علمی: C/2016 R2 PanSTARRS)، یک دنباله‌دار است که در اوت ۲۰۱۶ توسط تلسکوپ پان‌استارز بر روی قله آتشفشان هالئاکالا در جزیره مائوئی (در ایالات هاوایی آمریکا) آشکار شده‌است.
دنباله‌دار پان‌استارز سی/۲۰۱۶ آر۲ در آغاز سال ۲۰۱۸ با نوری به اندازهٔ یک ستاره از قدر ۱۱ در صورت‌فلکی ثور با فاصله ۱۷ دقیقه نوری از زمین و ۲۴ دقیقه نوری از خورشید دیده می‌شود.
دنباله گازی دنباله‌دار پن‌ستارس از ذرات یونیزه‌ای تشکیل شده‌است که بر اثر اصابت بادهای خورشیدی در جهت مخالف خورشید کشیده شده‌اند. یون‌های مثبت کربن مونوکسید (CO+) در معرض نور خورشید، اثر فلوئورسانس زیبایی را به نمایش گذاشته‌اند و نور آبی تابانده‌اند. گیسوی دنباله‌دار (سر دنباله‌دار) هم هاله سبزرنگی دارد که حاصل تابش کربن دواتمی (C-C) است. روشنترین حالت این دنباله دار بهار ۲۰۱۸م (۱۳۹۷خ) خواهد بود.